# Либеральная партия Острова Принца Эдуарда
Либеральная партия Острова Принца Эдуарда (англ. Prince Edward Island Liberal Party), официальное название: Либеральная ассоциация Острова Принца Эдуарда — канадская провинциальная партия в Провинции Остров Принца Эдуарда. Либералы ОПЭ связаны с федеральной Либеральной партией Канады. Была основана в 1873 году, существует до сих пор. Является одной из двух основных партий на ОПЭ, наряду с Прогрессивно-Консервативной.

## История
Партия была создана, когда Остров Принца Эдуарда был британской колонией, реформаторами, которые агитировали за систему ответственного правительства.
Её вдохновителем стал Джордж Коулс, будущий 1-й премьер-министр ОПЭ.
Молодая партия поддержала отмену платы за школьное обучение и решение «Земельного вопроса», который разделил провинцию. Либералы поддержали земельную реформу путем приобретения государством крупных земельных владений. Эти имения были разбиты и переданы арендаторам.

## Лидеры партии
- Джордж Коулс, 1851—1869 гг.
- Джозеф Хенсли, 1869
- Роберт Хейторн, 1869—1876 гг.
- Луис Генри Дэвис, 1876—1882 гг.
- Джон Йео, 1882—1891 гг.
- Фредерик Петерс, 1891—1897 гг.
- Александр Уорбертон, 1897—1898 гг.
- Дональд Фаркухарсон, 1898—1901 гг.
- Артур Петерс, 1901—1908 гг.
- Франсис Хазард, 1908—1911
- Герберт Джеймс Палмер, 1911—1912 гг.
- Джон Ричардс, 1912—1915 гг.
- Джон Ховатт Белл, 1915—1923 гг.
- Альберт Чарльз Сондерс, 1923—1930 гг.
- Уолтер Ли, 1930—1936 гг.
- Тейн Кэмпбелл, 1936—1943
- Джон Уолтер Джонс, 1943—1953 гг.
- Алекс У. Мэтисон, 1953—1965
- Лорн Боннелл, 1965 (и. о.)
- Александр Б. Кэмпбелл, 1965—1978
- Беннетт Кэмпбелл, 1978 (и. о.), 1978—1981
- Гилберт Клементс, 1981 (и. о.)
- Джозеф А. Гиз, 1981—1993
- Кэтрин Каллбек, 1993—1996
- Кит Миллиган, 1996—1999
- Уэйн Кэрью, 1999—2000
- Рон Маккинли, 2000—2003 (и. о.)
- Роберт Гиз, 2003—2015
- Уэйд Маклахлен, 2015—2019 гг.
- Роберт Митчелл, 2019
- Сонни Галлант, 2019—2022
- Шерон Камерон, 2022—2023
- Хэл Перри, 2023-настоящее время

## Известные члены партии
- Элла Джин Кэнфилд (1919—2000) — первая женщина, избранная в Законодательное собрание и Исполнительный совет провинции Острова Принца Эдуарда.